# 顧咸建
顧咸建（？—1645年），字海石，號如心，南直隶蘇州府吳縣籍崑山人。明末官员。

## 生平
崇禎十二年己卯科應天府鄉試第五名舉人，十六年（1643年）中式癸未科會試第五名，三甲七十二名進士。吏部觀政，任浙江錢塘縣（今杭州市）知縣，居官有惠政。
弘光元年（清顺治二年，1645年）清兵南下，杭州岌岌可危，明巡撫張秉貞挟持潞王准备出降，命咸建出城犒師。咸建棄官出城而去。清军騎兵在吳江将其追获押還，咸建严词不屈。閏六月朔日，在忠清坊被殺。士民號泣。据说其头颅被懸在城樓之上，一蝇不集。后唐王朝廷追赠其太仆少卿，谥忠節。

## 家族
曾祖父顧鼎臣，礼部尚書、武英殿大學士。祖父顧履吉。父顧謙服，馬湖府同知。兄顧咸正，同科進士；弟顧咸受，天啓甲子舉人，同死于难。一门父子兄弟五人同死国难，吳中人士，莫不悲之。